# Fluweelengrot

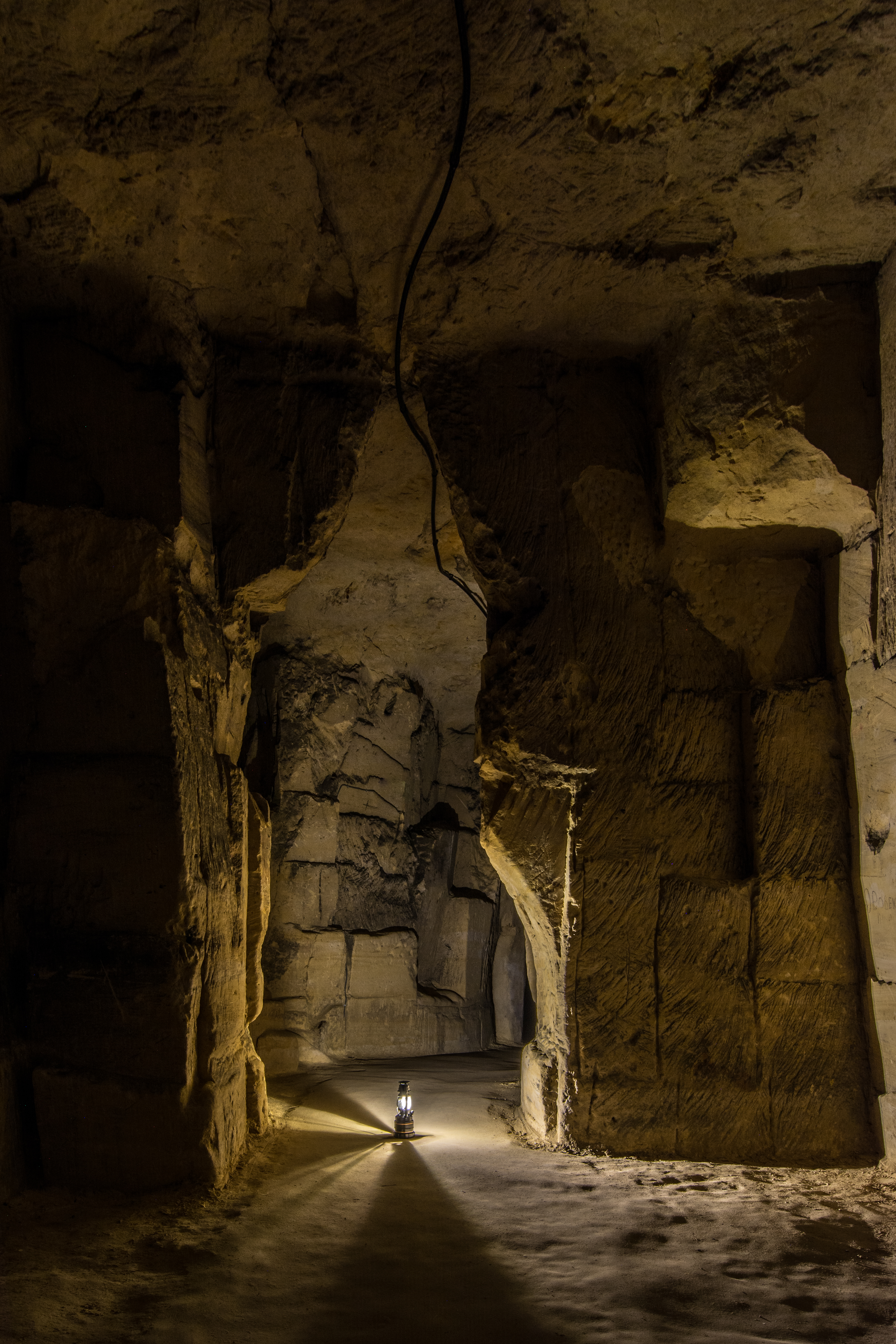
Gang in de Fluweelengrot

De Fluweelengrot is een gangenstelsel in de Nederlandse gemeente Valkenburg aan de Geul. Het is ontstaan door mergelwinning. Het historische gangenstelsel bevindt zich aan de Daalhemerweg en is opengesteld voor rondleidingen.
Naar het noordoosten bevindt zich de kasteelruïne met daaronder de Kasteelgroeve, naar het zuidoosten ligt de Wilhelminagroeve onder de Heunsberg en naar het zuidwesten ligt de Kerkhofsgroeve. Eveneens ligt ten zuiden van de Fluweelengrot de Proeftunnel Daelhemerweg.

## Algemeen
De Fluweelengrot is een van de gangenstelsels onder het stadje Valkenburg. Vanaf ongeveer 1050 ontstond het als gevolg van mergelwinning, voornamelijk voor de bouw van het kasteel van Valkenburg. Het gangenstelsel vormt samen met de Valkenburgse kasteelruïne een museum.

## Naamgeving
Het gangenstelsel dankt zijn naam mogelijk aan Andreas Flouin, in de 17e eeuw was het gangenstelsel zijn eigendom. Een andere lezing is dat hij is vernoemd naar het Fluwientje, de steenmarter met een fluweelzachte vacht.
De groeve ligt niet, zoals vaak wordt aangenomen, onder de kasteelruïne van Valkenburg. De mergel die gewonnen werd in de groeve werd waarschijnlijk wel toegepast in het kasteel en andere bouwwerken in de nabije omgeving.

## Labyrint
Door de mergelwinning is een uitgebreid labyrint van gangen en tunnels ontstaan. De lengte van de Fluweelengrot bedraagt ruim 5 kilometer. Het merendeel van het gangenstelsel is tussen de veertiende en zestiende eeuw door blokbrekers uitgehouwen vanuit de Dwingel en Neerhem, latere uitbreidingen verbonden het stelsel met de Daalhemerweg. De Gemeentegrot was ooit direct verbonden met de Fluweelengrot, deze doorgang is echter eind negentiende eeuw ingestort. De hoogte van de gangen varieert van circa 1,85 meter op de laagste punten tot ruim vijf meter in de grootste gangen. Opvallend is de schijnbaar willekeurige structuur van het gangenstelsel. Terwijl mergelgroeves doorgaans rastergewijs werden aangelegd vertonen de gangen van de Fluweelengrot een meer willekeurig patroon.
In 1937 werd er een nieuw gedeelte van het gangenstelsel blootgelegd. Daarbij zijn diverse gangen naar het kasteel ontdekt. Er werden door belegeraars gangen uitgehouwen om het kasteel te ondermijnen. Vanuit het kasteel werden weer gangen gegraven om dat tegen te gaan. Een groot deel van dit gangenstelsel is al verwijderd bij het uitgraven van de Fluweelengrot, men wist toentertijd niet van het bestaan van deze passages af. Een deel is in de 20e eeuw gerestaureerd, men kan er gebruik van maken om door de Fluweelengrot naar de kasteelruïne te komen.
Om de veiligheid van de bezoekers te waarborgen werd in 2018 een nooduitgang aangelegd vanuit de Fluweelengrot naar de Dwingel.

## Franse tijd
In de Franse Tijd vervulde het gangenstelsel een belangrijke rol voor Valkenburg. Omdat de kerk niet meer gebruikt mocht worden werd in het gangenstelsel een kapel gemaakt. Pastoor Widdershoven droeg daar iedere zondag een mis op en gebruikte de kapel ook om te dopen. Bij een doop moest de familie wel zelf water meenemen.

## Tweede Wereldoorlog
Ook in de Tweede Wereldoorlog diende het gangenstelsel als schuilplaats. In het begin van de oorlog werd Valkenburg gespaard voor oorlogsgeweld. In september 1944 diende het gangenstelsel als schuilplaats voor de bevolking toen er hevige gevechten plaatsvonden. Ongeveer 400 mensen scholen voor het geweld dat de bevrijding van Valkenburg met zich meebracht. Na zes dagen en zes nachten werden zij door de geallieerden bevrijd.
Na de bevrijding heeft de Fluweelengrot een tijd dienstgedaan als veldhospitaal/rustpunt voor vooral Amerikaanse soldaten. In het gangenstelsel zijn op veel plekken ook nog steeds handtekeningen te vinden die door soldaten zijn achtergelaten. Bijzonder is een aantal silhouetten van de laatste lichting soldaten die het gangenstelsel bezocht.

## Exploitatie
Net als Kasteel Valkenburg wordt de Fluweelengrot beheerd door de Stichting Kasteel Valkenburg. Het gangenstelsel is te bezoeken met rondleidingen, deze zijn altijd in combinatie met een bezoek aan de kasteelruïne. Een rondleiding door de Fluweelengrot duurt ongeveer een uur en gaat in op de geschiedenis en de kunstwerken in het gangenstelsel.

## Geologie
De groeve werd ontgonnen in de Kalksteen van Emael en de Kalksteen van Nekum, beide onderdeel van de Formatie van Maastricht.
In de groeve is op meerdere plaatsen een dalwandbreuk te zien met een duidelijk verzet.